# キヤノンマシナリー
キヤノンマシナリー株式会社は、滋賀県草津市に本社を置く半導体製造装置などを開発、製造、販売する企業である。
かつてはNECグループであった。キヤノングループ入り以降、事務機器の組立製造装置にも注力している。

## 沿革
- 1972年 - ニチデン機械株式会社設立。
- 2000年 - エヌイーシーマシナリー株式会社（NECマシナリー）に社名変更。
- 2000年 - 大阪証券取引所2部上場。
- 2003年 - NECマシナリー株式会社に登記社名変更。
- 2005年 - 株式公開買付けにより、キヤノンの子会社となる。
- 2005年 - 現社名に変更。
- 2010年 - キヤノンの完全子会社となる。